# Ri Yong-jik
Đây là một tên người Triều Tiên, họ là Ri.
Ri Yong-jik (李栄直, sinh ngày 8 tháng 2 năm 1991) là một cầu thủ bóng đá người CHDCND Triều Tiên thi đấu cho Tokyo Verdy.

## Sự nghiệp
Ri chuyển sang chuyên nghiệp với Tokushima Vortis trước mùa giải 2013, có sáu lần ra sân sau khi gia nhập câu lạc bộ, giúp đội về đích ở vị trí thứ tư tại J.League Division 2 2013. Trước mùa giải 2015, Ri chuyển đến V-Varen Nagasaki và ghi 4 bàn sau 47 trận, góp phần vào vị trí thứ 6 tại J.League Division 2 2015.
Sau đó, Ri chuyển đến Kamatamare Sanuki trước mùa giải 2017, ghi 2 bàn sau 23 trận, và sau khi chuyển đến Tokyo Verdy vào năm 2018, Ri đã ghi 4 bàn sau 26 trận, giúp câu lạc bộ đứng thứ 6 tại J2 League 2018. Trước mùa giải 2020, Ri đã đến FC Ryukyu.

## Sự nghiệp quốc tế
Ri được triệu tập vào đội tuyển U-23 Triều Tiên trước Đại hội Thể thao châu Á 2014, có sáu lần ra sân và giúp đội giành huy chương bạc, và sau đó được chọn là thành viên của đội tuyển quốc gia Bắc Triều Tiên, nơi anh có trận ra mắt trận đấu quốc tế trong trận lượt đi của bảng B với Uzbekistan sau khi được chọn để tham dự AFC Asian Cup 2015 vào năm sau.
Vào ngày 5 tháng 9 năm 2017, anh đã ghi bàn thắng đầu tiên cho đội tuyển quốc gia trong trận lượt về vòng loại thứ ba AFC Asian Cup 2019 với Liban, mở đường cho vòng loại Asian Cup thứ năm của đội, và sau đó tham gia Giải vô địch bóng đá EAFF E-1 2017, nơi anh chơi trong cả 3 trận đấu và cũng tham dự AFC Asian Cup 2019, nhưng không thể ngăn cản chuỗi ba trận thua liên tiếp của đội trong hai giải đấu Asian Cup liên tiếp.

### Bàn thắng quốc tế
Tỉ số và kết quả liệt kê bàn thắng của CHDCND Triều Tiên trước.
| #  | Ngày               | Địa điểm                                                    | Đối thủ | Tỉ số | Kết quả | Giải đấu                 |
| -- | ------------------ | ----------------------------------------------------------- | ------- | ----- | ------- | ------------------------ |
| 1. | 5 tháng 9 năm 2017 | Sân vận động Kim Nhật Thành, Bình Nhưỡng, CHDCND Triều Tiên | Liban   | 2–1   | 2–2     | Vòng loại Asian Cup 2019 |

## Thống kê câu lạc bộ
Cập nhật đến ngày 23 tháng 2 năm 2017.
| Thành tích câu lạc bộ | Thành tích câu lạc bộ | Thành tích câu lạc bộ | Giải vô địch | Giải vô địch | Cúp                   | Cúp                   | Cúp Liên đoàn | Cúp Liên đoàn | Tổng cộng | Tổng cộng |
| Mùa giải              | Câu lạc bộ            | Giải vô địch          | Số trận      | Bàn thắng    | Số trận               | Bàn thắng             | Số trận       | Bàn thắng     | Số trận   | Bàn thắng |
| Nhật Bản              | Nhật Bản              | Nhật Bản              | Giải vô địch | Giải vô địch | Cúp Hoàng đế Nhật Bản | Cúp Hoàng đế Nhật Bản | J. League Cup | J. League Cup | Tổng cộng | Tổng cộng |
| --------------------- | --------------------- | --------------------- | ------------ | ------------ | --------------------- | --------------------- | ------------- | ------------- | --------- | --------- |
| 2013                  | Tokushima Vortis      | J2 League             | 1            | 0            | 0                     | 0                     | –             | –             | 1         | 0         |
| 2014                  | Tokushima Vortis      | J1 League             | 5            | 1            | 1                     | 0                     | 3             | 0             | 9         | 1         |
| 2015                  | V-Varen Nagasaki      | J2 League             | 27           | 3            | 1                     | 1                     | –             | –             | 28        | 4         |
| 2016                  | V-Varen Nagasaki      | J2 League             | 20           | 1            | 1                     | 0                     | –             | –             | 21        | 1         |
| Tổng                  | Tổng                  | Tổng                  | 53           | 5            | 3                     | 1                     | 3             | 0             | 59        | 6         |